# ローグ アサシン
『ローグ アサシン』（原題：War、別題：Rogue Assassin）は、2007年のアメリカ合衆国のアクション映画。主演はジェット・リーとジェイソン・ステイサム。

## ストーリー
FBI捜査官のジョン・クロフォードとトム・ローンは、サンフランシスコの埠頭でマフィアの抗争事件を捜査中に、伝説の殺し屋ローグと遭遇する。二人はローグを追い詰めるが、あと一歩のところで取り逃がしてしまう。数日後、一人の男がトムの家を訪れ、トムとその家族を惨殺し、家もろとも焼き尽くしてしまう。ジョンは現場に落ちていたチタニウム製の薬莢から、犯人はローグだと直感し、ローグへの復讐を誓う。
そして3年がたったある日、ジョンは殺人事件の現場でチタニウム製の薬莢を発見する。

## キャスト
※括弧内は日本語吹替
- ローグ / ヴィクター・ショウ - ジェット・リー（池田秀一）

謎の殺し屋。あまりの謎の多さからトムからは「幽霊みたいな奴」と言われている。半年ごとに整形で顔を変え、名前も変える。実は本物のローグはトムの家を襲撃した際にトムに返り討ちにあって死亡しており、その後に登場したとされるローグは生き延びていたトム。
- ジョン・クロフォード - ジェイソン・ステイサム（立木文彦）

FBI捜査官。喫煙者。相手が犯罪者とはいえ拷問じみたやり方で自白させようとしたり、ローグを追いかける際に比較的高いところから飛び降りたり、窓を突き破るなど強引で型破りな性格。また、整形したトムの正体を誤った持論で見抜けないなど短慮でもある。射撃の腕前はよく、射撃場で的の頭部へ連弾ヒットさせた。武術の腕もあり、ローグと互角に渡り合った。実はFBIの情報を悪党に流していた人物であり、これがトムが狙われ、妻子が殺害された遠因でもあった。ジョンはこのことを後悔しており贖罪のためにローグを追っていた。
- リー・チャン - ジョン・ローン（原康義）

ヤクザ。マリン郡の豪邸に住んでいる。本人曰く、シローの裏切りで30年も屈辱の思いをした。終盤、ローグに殺害される。
- キラ - デヴォン青木（園崎未恵）

シローの娘。秘書としても組に尽くしている。高圧的な性格ながらも父であるシローへは忠誠心と呼べる感情を抱いており、父からも「唯一信頼が出来る」と認められている。
- ベニー - ルイス・ガスマン（斎藤志郎）

ジョンの知人。試合に金を掛けて博打をする趣味がある。
- シロー・ヤナガワ - 石橋凌（石橋凌）

ヤクザ。日本の組織を仕切っている。相手に無礼があったとはいえ、その相手の右耳を切り落とす冷酷な性格。チャンの妻子を殺害しなかったローグを部下に命じて始末しようとするが返り討ちにあい殺害される。この時に首を刎ねられ、キラの元に贈られることとなった。
- ゴイ - サン・カン（藤井啓輔）

FBIの新人。
- ウィック - マシュー・セント・パトリック（山野井仁）

ジョンの同僚。ヤクザとの戦いで銃撃される。
- マリア - ナディーン・ベラスケス（東條加那子）

チャンの妻。乗馬が出来る。
- ジェニー・クロフォード - アンドレア・ロス（五十嵐麗）

ジョンの妻。ジョンの喫煙癖に呆れている。
- ウー・チー - マーク・チェン（谷昌樹）

ローグの仕事仲間。
- ヤクザ - ケイン・コスギ

ヤナガワの部下。
- アナ - ケネディ・ローレン・モンタノ（諸星すみれ）

チャンとマリアの娘。ローグに懐いている。
- トム・ローン - テリー・チェン（近藤広務）

ジョンの相棒であり親友。ローグに妻子諸共殺害されたというが実は生き延びており、反撃してローグを殺害し、自身が整形してローグとなった。得物の扱いに長けているなど、非常に腕はたち、体術で集団相手に渡り合う猛者。妻子を殺害された悲しみからか、チャンを殺害しても彼の妻子までは殺害しなかった。
- ヨシド - ヒロ・カナガワ（石住昭彦）
- タカダ - ケネス・チョイ（竹田雅則）

シローの部下。
- ダイアン

トムの妻。
- エイミー

トムとダイアンの娘。
- アンドリュース

刑事。裏では汚職に手を染めている悪人。
- ダニエル

ジョンとジェニーの息子。
- ダニエル

ジョンとジェニーの息子。
- ジョーイ

ウーの弟。ローグに殺害される。

## 主題歌
- KREVA 「ストロングスタイル」（日本語版）
  - 作詞：KREVA　作曲：ストレスFREE（KREVA&千晴）

この曲は、2007年9月5日に発売されたKREVAの3rdアルバム『よろしくお願いします』に収録されていた曲だったが、当映画の日本語版主題歌に選ばれ、10908枚の完全限定生産でシングルカットされた。